# Чуц, Абубачир Батербиевич
Абубачир Батербиевич Чуц (адыг. ШІуцІэ Абубэчыр Батырбый ыкъор, 1912, Панахес — 28 марта 1944, Николаев) — Герой Советского Союза, разведчик 384-го отдельного батальона морской пехоты, Одесская ВМБ, Черноморского флота. Краснофлотец.

## Биография
Родился в 1912 году в ауле Панахес Кубанской области (ныне Тахтамукайского района Республика Адыгея) в крестьянской семье. Адыг. После окончания начальной школы работал в колхозе чабаном. Избирался членом правления колхоза.
В Военно-Морском Флоте с 1941 года. Призван из запаса и направлен в морскую пехоту Черноморского флота. В действующей армии с июня 1941. Воевал в 325-м батальоне морской пехоты. Участвовал в боях на «Малой земле» под Новороссийском.
В мае 1943 года матрос Чуц был направлен в сформированный 384-й отдельный батальон морской пехоты Черноморского флота.
Осенью 1943 года участвовал в десантных операциях в городах Азовского побережья: Таганрог, Мариуполь, Осипенко (ныне Бердянск). За героизм, проявленный в Мариупольском десанте, был награждён орденом Отечественной войны 1-й степени. Затем были бои на Кинбурнской косе, освобождение посёлков Херсонской области Александровка, Богоявленское (ныне Октябрьский) и Широкая Балка.

## Подвиг
Во второй половине марта 1944 года войска 28-й армии начали бои по освобождению города Николаева. Чтобы облегчить фронтальный удар наступающих, было решено высадить в порт Николаев десант. Из состава 384-го отдельного батальона морской пехоты выделили группу десантников под командованием старшего лейтенанта Константина Ольшанского. В неё вошли 55 моряков, 2 связиста из штаба армии и 10 сапёров. Проводником пошёл местный рыбак Андреев, Андрей Иванович. Одним из десантников был краснофлотец Чуц. В ночь на 26 марта 1944 года в районе посёлка Богоявленского (ныне в черте города Николаев) десантный отряд погрузился на 7 лодок и прошёл 15 километров вверх по Южному Бугу и на рассвете высадился в порту города Николаева.
Двое суток десантный отряд вёл бои, участвовал в отражении 18 атак противника, уничтожив при этом до 700 солдат и офицеров противника. 28 марта 1944 года из развалин конторы порта вышли 6 уцелевших, едва державшихся на ногах десантников под командованием старшины 2-й статьи Бочковича К. В., ещё двух отправили в госпиталь. В развалинах конторы нашли ещё четверых живых десантников, которые скончались от ран в этот же день. Погибли все офицеры, все старшины, сержанты и многие краснофлотцы. Также погиб и краснофлотец А. Б. Чуц.
Похоронен в братской могиле в городе Николаев в Сквере 68 десантников.
Звание Герой Советского Союза присвоено 20 апреля 1945 посмертно.

## Награды
- Герой Советского Союза (20.04.1945):
  - медаль «Золотая Звезда»
  - орден Ленина;
- орден Отечественной войны I степени.

## Память
- Имя Героя высечено золотыми буквами в зале Славы Центрального музея Великой Отечественной войны в Парке Победы города Москвы.
- Похоронен в братской могиле в городе Николаев в Сквере 68-ми десантников.
- В городе Николаев открыт Народный музей боевой славы моряков-десантников, воздвигнут памятник, в честь них названа улица.
- Имя Героя носят улицы в аулах Панахес, Тахтамукай и Афипсип.
- В ауле Панахес, имя Героя носит средняя школа № 7, где ему установлен памятник.